# Facundo Bertoglio
Facundo Daniel Bertoglio (San José de la Esquina, 30 de junho de 1990) é um futebolista argentino que atua como Meia. Atualmente joga pelo Volos.

## Carreira

### Colón
Bertoglio fez sua estréia profissional pelo Colón de Santa Fé em 2 de Maio de 2009, numa derrota de 0x2 para o Argentinos Juniors. Ele marcou seu primeiro gol pelo clube em 8 de Outubro de 2009, depois de entrar como substituto no 2 º semestre em uma vitória por 4x1 contra o Arsenal de Sarandí. Bertoglio fez um excelente jogo contra o Boca Juniors no em 2010, marcando dois gols. 

### Dínamo de Kiev
Em 19 de Maio de 2010, o meio-campista de 19 anos deixou o Colón para assinar um contrato de cinco anos com o Dínamo de Kiev, o clube argentino ganhou 4 milhões de € Euros.
Após uma cirurgia no joelho direito em 2010, que o deixou fora dos gramados durante vários meses, Facundo foi colocado no time B do Dínamo de Kiev para pegar ritmo de jogo. Disputou 17 jogos e retornou ainda em 2011 para o elenco principal do clube ucraniano.

### Grêmio
Em fevereiro de 2012, o Grêmio acertou com o Dínamo de Kiev o empréstimo de Bertoglio até julho de 2012. Foi apresentado oficialmente no dia 20 de fevereiro, recebendo a camisa de número 7 para a temporada de 2012. O jogador foi informado pelo diretor de futebol do Grêmio Paulo Pelaipe sobre a importância da camisa 7 na história do clube, sendo usada pelo ídolo maior Renato Portaluppi, e mais recentemente pelo atacante da seleção brasileira Jonas. Em 20 de julho de 2012, o Grêmio acertou com o Dínamo de Kiev a prorrogação do empréstimo até julho de 2013. Mesmo sem atuar há alguns meses devido a uma lesão, o atleta marcou cinco gols em 14 jogos pelo tricolor gaúcho. Seu passe está fixado em 4 milhões de euros.A volta no brasileiro, ele atuou apenas 1 jogo e levou amarelo, depois atuou 1 jogo pela sul-americana e acabou fraturando a perna direita.
Em março de 2013, com a eleição do Papa Francisco, o argentino Jorge Mario Bergoglio, Bertoglio brincou, via Twitter, com o quase homônimo: "Será um grande papa, mas falta um “T” para ser maior ainda (risos). É um grande orgulho que seja argentino".

### Évian
No dia 22/07/13 acertou seu empréstimo com o Évian da França.

### Tigre
Jogou pelo Tigre na temporada 2014/15.

### Asteras Tripolis
Seu clube atual é o Asteras Tripolis da elite do futebol Grego.

### APOEL
No dia 23 de agosto de 2016, Facundo Bertoglio assinou por três anos, com o APOEL.

## Seleção Argentina
Destacou-se ao ser convocado pelo então técnico da seleção Argentina Maradona para um amistoso contra o Haiti, marcando dois gols e arrancando elogios do treinador.